# Liste des cathédrales de Géorgie
Cet article recense les cathédrales de Géorgie.

## Liste
| Nom                                                 | Image | Géolocalisation              | Éparchie / Diocèse                                           | Lieu                        | Dédicataire                     |
| --------------------------------------------------- | ----- | ---------------------------- | ------------------------------------------------------------ | --------------------------- | ------------------------------- |
| Cathédrale de Dmanissi Sioni (en)                   |       | 41° 20′ 11″ N, 44° 20′ 33″ E | Éparchie de Dmanissi et Agarak-Tashiri                       | Dmanissi, Basse Kartlie     | Marie                           |
| Cathédrale de Tsilkani (en)                         |       | 41° 56′ 59″ N, 44° 39′ 28″ E | Éparchie de Mtskheta et Tbilissi                             | Tsilkani, Mtskheta-Mtianeti |                                 |
| Cathédrale Sioni                                    |       | 41° 41′ 29″ N, 44° 48′ 27″ E | Éparchie de Mtskheta et Tbilissi                             | Tbilissi                    | mont Sion                       |
| Cathédrale de la Sainte-Trinité de Tbilissi         |       | 41° 41′ 51″ N, 44° 49′ 00″ E | Éparchie de Mtskheta et Tbilissi Église orthodoxe géorgienne | Tbilissi                    | Trinité                         |
| Cathédrale Notre-Dame Porte du Ciel d'Ibérie (en)   |       | 41° 42′ 51″ N, 44° 50′ 28″ E | Éparchie de Mtskheta et Tbilissi Église orthodoxe géorgienne | Tbilissi                    | Notre-Dame Porte du Ciel        |
| Cathédrale Saint-Alexandre-Nevski (ru)              |       | 41° 39′ 09″ N, 41° 38′ 06″ E | Éparchie de Batoumi et Lazeti (en)                           | Batoumi                     | Alexandre Nevski                |
| Cathédrale de Bagrati                               |       | 42° 16′ 38″ N, 42° 42′ 15″ E | Éparchie de Koutaïssi Gaenati                                | Koutaïssi                   | Intercession de la Mère de Dieu |
| Cathédrale Saint-Eustathe-de-Mtskheta d'Ertatsminda |       | 41° 51′ 47″ N, 44° 19′ 30″ E | Éparchie de Samtavisi et Kaspi                               | Kaspi                       | Saint-Eustathe-de-Mtskheta      |
| Cathédrale d'Ourbnissi                              |       | 42° 00′ 39″ N, 43° 58′ 47″ E | Éparchie d'Ourbnissi et Rouissi                              | Ourbnissi                   |                                 |
| Cathédrale de Zougdidi (ka)                         |       | 42° 30′ 44″ N, 41° 52′ 29″ E | Éparchie de Zougdidi et Tsaishi                              | Zougdidi                    |                                 |
| Cathédrale de Poti (ka)                             |       | 42° 08′ 32″ N, 41° 40′ 29″ E | Éparchie de Poti et Khobi                                    | Poti                        |                                 |
| Cathédrale de Manglissi                             |       | 41° 41′ 54″ N, 44° 21′ 18″ E | Éparchie de Manglissi et Tetritskaro                         | Manglissi                   |                                 |
| Cathédrale de Pitsounda (en)                        |       | 43° 10′ 00″ N, 40° 20′ 00″ E | Éparchie d'Abkhazie                                          | Pitsounda                   | André                           |
| Cathédrale de Soukhoumi (en)                        |       | 43° 00′ 22″ N, 41° 00′ 52″ E | Éparchie d'Abkhazie                                          | Soukhoumi                   |                                 |
| Cathédrale de Mokva                                 |       | 42° 50′ 06″ N, 41° 30′ 28″ E | Éparchie d'Abkhazie                                          | Mokvi (en) Otchamtchiré     | Dormition                       |
| Cathédrale de Svétitskhovéli                        |       | 41° 50′ 32″ N, 44° 43′ 16″ E | Éparchie de Mtskheta et Tbilissi                             | Mtskheta                    |                                 |
| Sion de Bolnissi                                    |       | 41° 23′ 20″ N, 44° 30′ 45″ E | Éparchie de Bolnissi                                         | Bolnissi                    | Marie                           |
| Cathédrale de Samtavissi                            |       | 42° 00′ 22″ N, 44° 24′ 33″ E | Éparchie de Samtavisi et Gori                                | Samtavissi, Kaspi           |                                 |
| Cathédrale de Skhalta                               |       | 41° 35′ 06″ N, 42° 19′ 47″ E | Éparchie de Skhalta                                          | Khoulo                      | Marie                           |
| Cathédrale Saint-Nicolas de Nikortsminda            |       | 42° 27′ 34″ N, 43° 05′ 16″ E | Éparchie de Nikortsminda, Église orthodoxe géorgienne        | Ambrolaouri                 | Nicolas de Myre                 |
| Cathédrale Saint-Alexandre-Nevski (en)              |       | 41° 41′ 48″ N, 44° 47′ 53″ E | Éparchie de Mtskheta et Tbilissi                             | Tbilissi                    | Alexandre Nevski                |
| Cathédrale de Tsalendjikha                          |       | 42° 36′ 02″ N, 42° 04′ 54″ E | Éparchie de Zougdidi et Tsaishi                              | Tsalendjikha                |                                 |
| Cathédrale Saint-Jean-Baptiste de Senaki (ka)       |       | 42° 16′ 07″ N, 42° 03′ 41″ E | Éparchie de Senaki et Tchkhorotskou                          | Senaki                      |                                 |
| Cathédrale de Kumurdo (en)                          |       | 41° 23′ 41″ N, 43° 21′ 35″ E | Éparchie d'Akhalkalaki, Kumurdo et Kars (en)                 | Kumurdo, Akhalkalaki        |                                 |
| Cathédrale de la Mère de Dieu de Batoumi (en)       |       | 41° 38′ 47″ N, 41° 38′ 19″ E | Éparchie de Batoumi et Lazeti (en)                           | Batoumi                     | Marie                           |
| Cathédrale de Ninotsminda (en)                      |       | 41° 44′ 12″ N, 45° 17′ 52″ E | Éparchie de Sagaredjo et Ninotsminda                         | Ninotsminda, Sagaredjo      | Nino de Géorgie                 |
| Cathédrale d'Alaverdi                               |       | 42° 01′ 57″ N, 45° 22′ 38″ E | Éparchie d'Alaverdi                                          | Akhmeta                     | Georges de Lydda                |
| Cathédrale d'Akhaltsikhé                            |       | 41° 36′ 08″ N, 43° 01′ 49″ E | Éparchie d'Akhaltsikhé et Tao-Klarjeti (en)                  | Akhaltsikhé                 | Saint Saba                      |
| Cathédrale de Bodbe (en)                            |       | 41° 36′ 24″ N, 45° 56′ 00″ E | Éparchie de Bodbe                                            | Sighnaghi                   | Nino de Géorgie                 |
| Cathédrale de Gourdjaani (en)                       |       | 41° 43′ 14″ N, 45° 47′ 16″ E | Éparchie de Gourdjaani et Velistsikhe                        | Gourdjaani                  | Marie                           |
| Cathédrale de Baghdati                              |       | 42° 04′ 12″ N, 42° 49′ 27″ E | Éparchie de Vani et Bagdati                                  | Baghdati                    |                                 |
| Cathédrale de Tsaishi (en)                          |       | 42° 25′ 36″ N, 41° 48′ 42″ E | Éparchie de Zougdidi et Tsaishi                              | Tsaishi                     | Marie                           |
| Cathédrale de Tianeti                               |       | 42° 06′ 37″ N, 44° 58′ 05″ E | Éparchie de Tianeti et Pshav-Khevsureti                      | Tianeti                     |                                 |
| Cathédrale de Nekressi                              |       |                              | Éparchie de Nekressi                                         | Nekressi                    |                                 |
| Rustavi Sioni (en)                                  |       | 41° 33′ 48″ N, 44° 58′ 55″ E | Éparchie de Roustavi                                         | Roustavi                    | Marie                           |
| Cathédrale de Rouissi (en)                          |       | 42° 02′ 16″ N, 43° 57′ 25″ E | Éparchie d'Ourbnissi et Rouissi                              | Rouissi (en)                |                                 |
| Cathédrale de Shemokmedi (en)                       |       | 41° 54′ 26″ N, 42° 03′ 46″ E | Éparchie de Shemokmedi                                       | Shemokmedi (en)             |                                 |
| Cathédrale de Khoni                                 |       |                              | Éparchie de Khoni et Samtredia                               | Khoni                       |                                 |
| Cathédrale de Martvili                              |       | 42° 24′ 19″ N, 42° 22′ 40″ E | Éparchie de Chkondidi                                        | Martvili                    |                                 |
| Cathédrale de Bedia (en)                            |       | 42° 46′ 02″ N, 41° 40′ 08″ E | Éparchie d'Abkhazie                                          | Bedia (en)                  |                                 |
| Cathédrale de Dranda (en)                           |       | 42° 52′ 27″ N, 41° 09′ 44″ E | Éparchie d'Abkhazie                                          | Dranda                      |                                 |
| Cathédrale de l'Assomption de la Vierge Marie (en)  |       | 41° 41′ 34″ N, 44° 48′ 13″ E | Administration apostolique du Caucase (Église catholique)    | Tbilissi                    |                                 |